# Bernardino de Ribera
Bernardino de Ribera (Játiva, c. 1520 - Toledo, 1580) fue un compositor y maestro de capilla español.
Según afirmó el musicólogo Hilarión Eslava en su Gran colección de obras de música religiosa:

Rivera fue uno de los mejores maestros de la primera mitad del siglo XVI, tanto en genio como en corrección; y se ve en sus obras una tendencia marcada hacia la tonalidad moderna, y una expresión notable que lo distingue de sus antecesores.

## Biografía
Fue alumno de su padre, Pedro Ribera, maestro de capilla durante muchos años de la Colegiata de Játiva. Bernardino estudió la música con el sucesor de su padre, Jayme Lopez.
Pronto, la familia emigró a Orihuela (Alicante), y después a Murcia, donde Pedro probablemente obtuvo el cargo de maestro de capilla de la catedral en 1535.
El 12 de junio de 1559, el cabildo de la catedral de Ávila presentó a Bernardino como director del coro tras la muerte de Gerónimo de Espinar. Allí permaneció hasta 1570 para ser reemplazado por Juan Navarro.
Las investigaciones recientes demuestran  que posiblemente retornó a Murcia para ocupar la plaza de maestro de capilla a la catedral de Murcia de 1572 hasta 1580.

## Obra
Su estilo parece haber sido influido por Cristóbal de Morales y por los músicos de mitad de siglo procedentes de Países Bajos  bajo el reinado de Carlos I y Felipe II para su Capilla flamenca. En general, de Ribera evoca a la música de Nicolas Gombert y a la de otros músicos de su generación como Cristóbal de Morales.
Ribera es un nexo entre la época de los emuladores de Josquin des Prés y la del compositor más popular de España, Francisco Guerrero, a finales del 1500. Cabe señalar que tuvo entre sus alumnos a Tomás Luis de Victoria.

## Discografía
- Magnificat et motets - Ensemble De profundis, dir. David Skinner (14-17 de mayo de 2014, SACD Hyperion CDA68141D) OCLC 954753615.